# Euhadenoecus insolitus
Euhadenoecus insolitus är en insektsart som beskrevs av Theodore Huntington Hubbell 1978. Euhadenoecus insolitus ingår i släktet Euhadenoecus och familjen grottvårtbitare. Inga underarter finns listade i Catalogue of Life.